# خاندان یاسودا

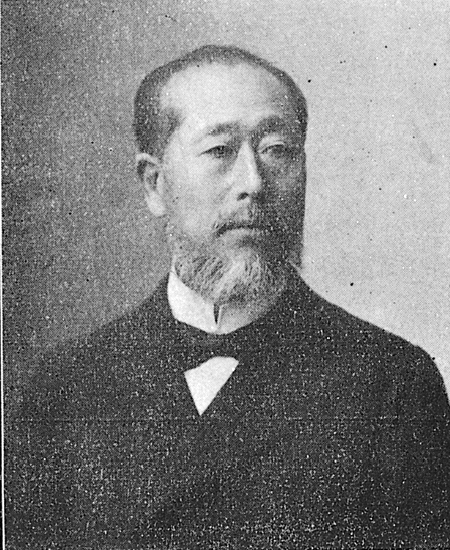
پرتره یاسودا زنجیرو

خاندان یاسودا (انگلیسی: Yasuda clan) یک خاندان سامورایی در دوره سنگوکو و دوره ادو در ژاپن بود.
در تاریخ مدرن، یاسودا به دلیل موفقیت در امور بانکی به عنوان «خاندان مالی» شناخته می‌شوند.